# 財団法人
日本法における財団法人（ざいだんほうじん）は、法人格を付与された財団のことであり、ある特定の個人や企業などの法人から拠出された財産（基本財産）で設立され、これによる金利・配当金及びその他の運用益を主たる事業原資として運営する法人である。
2008年11月までは公益目的が主たる財団法人のみであったが、公益法人制度改革に伴い、2008年12月より公益目的でなくても「一般財団法人」という財団法人を設立できるようになった。また、以前の財団法人（特例民法法人）も所管機関での手続きを経て一般財団法人へ移行できるようになった。

## 財団法人の種類
一般財団法人・公益財団法人・特例民法法人とも、銀行振込などで使う略号は「ザイ」。

### 一般財団法人
「一般社団法人及び一般財団法人に関する法律（一般社団・財団法人法）」に基づいて一定の要件を満たしていれば、事業目的に公益性がなくても設立できる法人である。機関は理事、監事、評議員から成る。原則として、株式会社と同様に、全ての事業が課税対象となる。設立許可を必要とした従来の財団法人とは違い、一定の手続きおよび登記さえ経れば、主務官庁の許可を得ることなく、準則主義によって誰でも設立することができる。法律上、必ず名称の一部に「一般財団法人」という文言を入れなければならない（一般社団・財団法人法5条）。
営利法人である株式会社等と異なり、設立者に剰余金または残余財産の分配を受ける権利を与える定款は無効となる（一般社団・財団法人法153条3項2号）。
事業年度末の貸借対照表の負債の部合計額が200億円以上である一般財団法人は「大規模一般財団法人」（一般社団・財団法人法2条）といい、会計監査人を置かねばならない（一般社団・財団法人法171条）。
その法人の事業によって公益を確保するため存続を許すことができないと認める場合、法務大臣、評議員（会社で例えれば社員または株主に相当する者）、債権者およびその他の利害関係人の申立てにより、裁判所は解散を命ずることができる（一般社団・財団法人法261条）。
設立者が設立時に拠出する財産の合計価額は300万円以上でなければならない（一般社団・財団法人法153条2項）。事業年度2期連続して貸借対照表の純資産額が300万円未満となった場合は解散しなければならない（一般社団・財団法人法153条、202条）。事業の活動原資は財産を運用した運用益を当てることができる。一般社団法人と異なり基金の拠出を受けることはできない、すなわち基金制度そのものがない。収益事業と非収益事業とされる公益目的事業を行い、後者が50%を超えれば申請と認定を経れば公益財団法人になれる。収益事業には課税され、株式会社などとの違いはない。
法人税法施行令3条に規定する要件を満たす一般財団法人を「非営利型一般財団法人」といい、収益事業のみ課税され、非営利事業については非課税となる。

### 公益財団法人
一般社団・財団法人法に基づいて設立された一般財団法人で、公益法人認定法に基づいて公益性を認定された財団法人を公益財団法人という。
独立した合議制機関の答申に基づいて内閣総理大臣又は都道府県知事の認定が必要となり、特定公益増進法人の一つとして一定の要件を満たす寄附金は、税額控除の対象となる。

### 特例財団法人
かつての民法の規定に基づいて設立された公益目的の財団法人。特例社団法人と同じく特例民法法人の一つ。2013年（平成25年）11月30日までに、
- 一般財団法人
- 公益財団法人
- 株式会社
- 解散

のいずれかを選択しなければならなかった。
2008年11月までは、財団法人は民法第34条を根拠として設立されていたことから、当時の社団法人と並び「34条法人」と称され「公益法人」として扱われていた。財団法人は、設立目的の分野を所管する主務官庁の許可を受けて設立されていた（許可主義）。また財団法人は民法第67条にもとづいて主務官庁の監督を受けていた。主務官庁は、業務範囲が都道府県内のときは都道府県庁であり、全国的な場合は国の省庁のいずれかである。なお、社団法人や会社における定款に相当する基本規程は寄附行為と呼ばれていた。寄附行為において評議員を設置している財団法人はあったが、評議員の設置自体は法律の規定外であった。
現在は廃止されているが、民法では次のように規定されていた。
- 旧第34条 学術、技芸、慈善、祭祀、宗教その他の公益に関する社団又は財団であって、営利を目的としないものは、主務官庁の許可を得て、法人とすることができる。
- 旧第35条 社団法人又は財団法人でない者は、その名称中に社団法人若しくは財団法人という文字又はこれらと誤認されるおそれのある文字を用いてはならない。
- 旧第37条 社団法人を設立しようとする者は、定款を作成し、次に掲げる事項を記載しなければならない。
  1. 目的
  2. 名称
  3. 事務所の所在地
  4. 資産に関する規定
  5. 理事の任免に関する規定
  6. 社員の資格の得喪に関する規定
- 旧第39条 財団法人を設立しようとする者は、その設立を目的とする寄附行為で、第37条第1号から第5号までに掲げる事項を定めなければならない。
- 旧第40条 財団法人を設立しようとする者が、その名称、事務所の所在地又は理事の任免の方法を定めないで死亡したときは、裁判所は、利害関係人又は検察官の請求により、これを定めなければならない。
- 旧第42条2項 遺言で寄附行為をしたときは、寄附財産は、遺言が効力を生じた時から法人に帰属したものとみなされる。

### その他の財団法人
一般社団・財団法人法により設立された一般財団法人及び公益財団法人のほかに、個別の特別法で設立された法人格を有する財団（学校法人など）もある。私立学校の設置者は、現在は学校法人とされているが、私立学校法施行以前は旧民法34条に規定される財団法人であった。

## 記号
財団法人を表す㈶が「全角括弧付き財」としてUnicodeに含まれている。
| 記号 | Unicode | JIS X 0213 | 文字参照          | 名称                                             |
| ---- | ------- | ---------- | ----------------- | ------------------------------------------------ |
| ㈶   | U+3236  | -          | &#x3236; &#12854; | 全角括弧付き財 PARENTHESIZED IDEOGRAPH FINANCIAL |
| ㊖   | U+3296  | -          | &#x3296; &#12950; | 丸財 CIRCLED IDEOGRAPH FINANCIAL                 |

## 一覧
| 順位 | 財団名                                                     | 資産総額 （百万円） | 設立年 |
| ---- | ---------------------------------------------------------- | ------------------- | ------ |
| 1    | 公益財団法人石橋財団                                       | 354,297             | 1956   |
| 2    | 公益財団法人日本財団                                       | 286,940             | 1962   |
| 3    | 公益財団法人ポーラ美術振興財団                             | 280,316             | 1996   |
| 4    | 公益財団法人中谷医工計測技術振興財団                       | 155,375             | 1984   |
| 5    | 公益財団法人笹川平和財団                                   | 149,492             | 1986   |
| 6    | 公益財団法人神戸やまぶき財団                               | 146,549             | 2012   |
| 7    | 公益財団法人博報堂教育財団                                 | 136,101             | 1970   |
| 8    | 一般財団法人上月財団                                       | 131,377             | 2003   |
| 9    | 公益財団法人稲盛財団                                       | 125,710             | 1984   |
| 10   | 公益財団法人ロームミュージックファンデーション             | 121,865             | 1991   |
| 11   | 公益財団法人上原記念生命科学財団                           | 111,361             | 1985   |
| 12   | 公益財団法人武田科学振興財団                               | 87,766              | 1963   |
| 13   | 公益財団法人似鳥国際奨学財団                               | 87,459              | 2005   |
| 14   | 公益財団法人鉄道弘済会                                     | 77,994              | 1932   |
| 15   | 一般財団法人化学及血清療法研究所                           | 75,910              | 1945   |
| 16   | 社会福祉法人埼玉県社会福祉協議会                           | 74,756              | 1951   |
| 17   | 公益財団法人岡田文化財団                                   | 74,588              | 1980   |
| 18   | 公益財団法人JKA                                            | 64,753              | 2007   |
| 19   | 公益財団法人小林財団                                       | 63,456              | 2002   |
| 20   | 公益財団法人テルモ生命科学振興財団                         | 59,748              | 1987   |
| 21   | 公益財団法人ヒロセ財団                                     | 58,650              | 1995   |
| 22   | 公益財団法人小野奨学会                                     | 52,616              | 1975   |
| 23   | 公益財団法人埼玉県市町村振興協会                           | 51,304              | 1979   |
| 24   | 社会福祉法人横浜市社会福祉協議会                           | 49,396              | 1951   |
| 25   | 公益財団法人香雪美術館                                     | 49,198              | 1972   |
| 26   | 公益財団法人市村清新技術財団                               | 45,104              | 1968   |
| 27   | 公益財団法人高橋産業経済研究財団                           | 44,916              | 1972   |
| 28   | 公益財団法人村田学術振興財団                               | 44,453              | 1985   |
| 29   | 公益財団法人福武財団                                       | 44,346              | 2004   |
| 30   | 公益財団法人小笠原敏晶記念財団                             | 43,776              | 1986   |
| 31   | 社会福祉法人清水基金                                       | 43,178              | 1966   |
| 32   | 公益財団法人トヨタ財団                                     | 43,144              | 1974   |
| 33   | 公益財団法人セコム科学技術振興財団                         | 40,558              | 1979   |
| 34   | 公益財団法人本庄国際奨学財団                               | 40,417              | 1996   |
| 35   | 公益財団法人日本教育公務員弘済会                           | 36,656              | 1952   |
| 36   | 公益財団法人内藤記念科学振興財団                           | 34,990              | 1969   |
| 37   | 一般財団法人篠原欣子記念財団                               | 34,712              | 2014   |
| 38   | 公益財団法人旭硝子財団                                     | 34,174              | 1934   |
| 39   | 公益財団法人松下幸之助記念志財団                           | 34,173              | 2019   |
| 40   | 公益財団法人三菱財団                                       | 33,655              | 1969   |
| 41   | 公益財団法人電通育英会                                     | 33,412              | 1963   |
| 42   | 公益財団法人吉田秀雄記念事業財団                           | 31,874              | 1965   |
| 43   | 公益財団法人交通遺児育英会                                 | 31,631              | 1969   |
| 44   | 公益財団法人東洋食品研究所                                 | 30,692              | 1962   |
| 45   | 公益財団法人村田海外留学奨学会                             | 30,663              | 1970   |
| 46   | 公益財団法人河川財団                                       | 30,429              | 1975   |
| 47   | 一般財団法人パロマ環境技術開発財団                         | 29,460              | 2010   |
| 48   | 公益財団法人吉野石膏美術振興財団                           | 28,587              | 2008   |
| 49   | 公益財団法人平和中島財団                                   | 28,531              | 1992   |
| 50   | 公益財団法人飯塚毅育英会                                   | 27,714              | 1995   |
| 51   | 公益財団法人SGH財団                                        | 27,617              | 1986   |
| 52   | 公益財団法人持田記念医学薬学振興財団                       | 26,501              | 1983   |
| 53   | 公益財団法人永守財団                                       | 25,789              | 2014   |
| 54   | 公益財団法人前川財団                                       | 25,678              | 2014   |
| 55   | 一般財団法人トヨタ・モビリティ基金                         | 25,135              | 2014   |
| 56   | 公益財団法人豊田理化学研究所                               | 25,010              | 1940   |
| 57   | 公益財団法人野田産業科学研究所                             | 24,807              | 1942   |
| 58   | 公益財団法人岩谷直治記念財団                               | 24,542              | 1973   |
| 59   | 一般財団法人住総研                                         | 24,293              | 1948   |
| 60   | 公益財団法人立石科学技術振興財団                           | 23,951              | 1990   |
| 61   | 公益財団法人住友財団                                       | 23,325              | 1991   |
| 62   | 公益財団法人飯島藤十郎記念食品科学振興財団                 | 23,128              | 1984   |
| 63   | 公益財団法人大塚敏美育英奨学財団                           | 21,891              | 2007   |
| 64   | 公益財団法人コーセーコスメトロジー研究財団                 | 21,565              | 1990   |
| 65   | 公益財団法人中島記念国際交流財団                           | 21,006              | 2000   |
| 66   | 公益財団法人杉浦記念財団                                   | 20,873              | 2011   |
| 67   | 公益財団法人関西・大阪21世紀協会                           | 20,269              | 1982   |
| 68   | 公益財団法人三浦教育振興財団                               | 18,282              | 1990   |
| 69   | 公益財団法人日揮・実吉奨学会                               | 17,304              | 1968   |
| 70   | 公益財団法人日本国際教育支援協会                           | 16,687              | 1957   |
| 71   | 公益社団法人日本食肉協議会                                 | 16,500              | 1958   |
| 72   | 公益財団法人鈴木万平糖尿病財団                             | 15,868              | 1993   |
| 73   | 一般財団法人医療経済研究･社会保険福祉協会 医療経済研究機構 | 15,580              | 1999   |
| 74   | 一般財団法人日本建設情報総合センター                       | 15,218              | 1985   |
| 75   | 公益財団法人中村積善会                                     | 14,931              | 1947   |
| 76   | 公益財団法人租税資料館                                     | 14,842              | 1991   |
| 77   | 公益財団法人古岡奨学会                                     | 14,816              | 1980   |
| 78   | 公益財団法人鈴木謙三記念医科学応用研究財団                 | 14,800              | 1981   |
| 79   | 公益財団法人天田財団                                       | 14,588              | 1987   |
| 80   | 公益財団法人荏原 畠山記念文化財団                          | 14,014              | 1960   |
| 81   | 一般財団法人神山財団                                       | 13,904              | 2013   |
| 82   | 公益財団法人中冨健康科学振興財団                           | 13,682              | 1988   |
| 83   | 公益財団法人川野小児医学奨学財団                           | 13,644              | 1989   |
| 84   | 公益財団法人車両競技公益資金記念財団                       | 13,621              | 1975   |
| 85   | 公益財団法人岩手県市町村振興協会                           | 13,594              | 1979   |
| 86   | 公益財団法人宮崎県市町村振興協会                           | 13,523              | 1979   |
| 87   | 公益社団法人沖縄県地域振興協会                             | 13,506              | 1981   |
| 88   | 公益財団法人野口研究所                                     | 13,476              | 1941   |
| 89   | 一般財団法人旗影会                                         | 13,317              | 1973   |
| 90   | 公益財団法人鹿島学術振興財団                               | 13,276              | 1976   |
| 91   | 一般財団法人上田記念財団                                   | 13,209              | 2009   |
| 92   | 公益財団法人山形県市町村振興協会                           | 13,159              | 1979   |
| 93   | 公益財団法人中山視覚福祉財団                               | 13,129              | 1997   |
| 94   | 公益財団法人吉田育英会                                     | 13,011              | 1967   |
| 95   | 公益財団法人フジシール財団                                 | 13,011              | 2005   |
| 96   | 公益財団法人沖縄県国際交流・人材育成財団                   | 12,591              | 1972   |
| 97   | 公益財団法人佐藤陽国際奨学財団                             | 12,258              | 1996   |
| 98   | 公益財団法人長崎県育英会                                   | 12,242              | 1960   |
| 99   | 公益財団法人大阪現代教育振興財団                           | 12,226              | 1989   |
| 100  | 公益財団法人池谷科学技術振興財団                           | 12,159              | 1989   |